# 이타모치역
이타모치역(일본어: 板持駅)은 일본 야마구치현 나가토시에 위치한 서일본 여객철도 미네 선의 철도역이다. 단선 승강장 1면 1선의 구조를 갖춘 지상역이다.

## 이용 현황
| 승차 인원 추이 | 승차 인원 추이 |
| 연도           | 1일 평균       |
| -------------- | -------------- |
| 1999           | 21             |
| 2000           | 28             |
| 2001           | 23             |
| 2002           | 22             |
| 2003           | 39             |
| 2004           | 16             |
| 2005           | 14             |
| 2006           | 18             |
| 2007           | 20             |
| 2008           | 19             |
| 2009           | 19             |
| 2010           | 19             |
| 2011           | 15             |
| 2012           | 14             |

## 역 주변
- 국도 제316호선

## 역사
- 1958년 7월 25일 : 미네 선 나가토유모토 역 - 쇼묘이치 역 간에 신설 개업. 미네 선 각 역중 중간으로 마지막에 개업했던 역이다.
- 1987년 4월 1일 : 일본국유철도 분할 민영화에 의해, 서일본 여객철도가 승계.
- 2010년 7월 15일 : 호우에 의해 아사 강 범람으로 인해 교량이나 노반이 유실, 전체 운행이 중단되어 영업 중지.
- 2011년 9월 26일 : 전 노선 운행 재개로 인해, 영업 재개.

## 인접 역
| 서일본 여객철도 미네 선 | 서일본 여객철도 미네 선 | 서일본 여객철도 미네 선 |
| ----------------------- | ----------------------- | ----------------------- |
| 나가토유모토 아사 방면  | ■ 미네 선               | 나가토시 나가토시 방면  |